# Războieni-Cetate, Alba

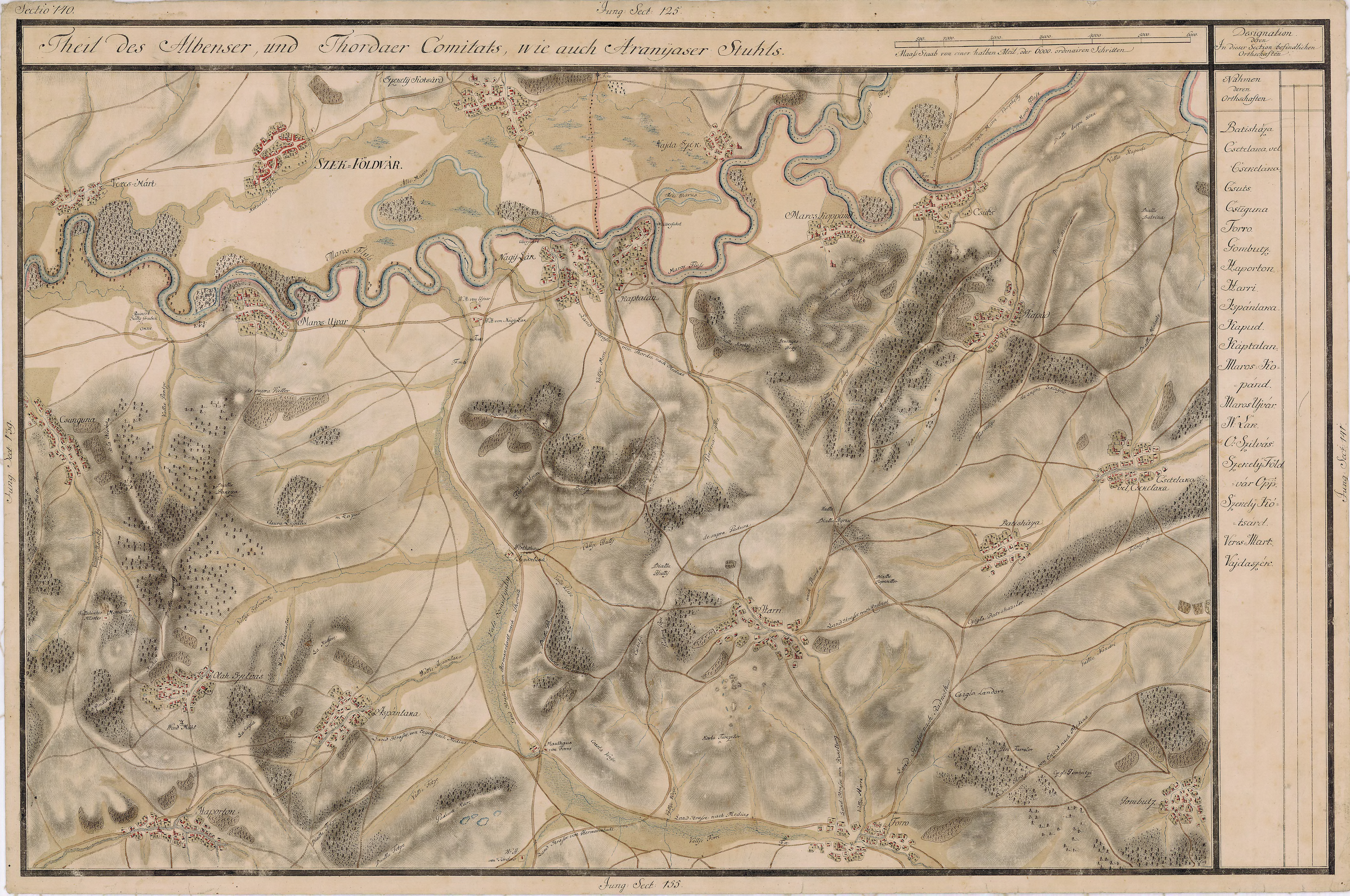
Războieni-Cetate pe Harta Iosefină a Transilvaniei, 1769-1773 (Sectio 140)

Războieni-Cetate, mai demult Feldioara Secuiască sau Feldioara-Războieni, (în maghiară Székelyföldvár, în germană Kaltherberg, alternativ Zekelburg) este un sat ce aparține orașului Ocna Mureș din județul Alba, Transilvania, România. Se află la 5 km de localitatea de reședință a orașului, în Lunca Mureșului.

## Date geografice
Altitudine medie = 243 m

## Date geologice
În perimetrul acestei localități s-a pus în evidență prezența unei importante acumulări de sare gemă.
Zăcământul de sare a fost deschis prin 5 sonde mare adâncime (nr. 201-205) de întreprinderea Salina Ocna Mureș.
Din studiile efectuate s-a estimat că golul subteran ce va rezulta în urma exploatării sării la o sondă ar putea fi utilizat, în anumite condiții, pentru depozitarea gazelor naturale, cu o investiție de 60 milioane euro.

## Istoric
La 200 de metri de fosturile grajduri CAP există o așezare din neoliticul târziu care aparține culturii Lumea Nouă și o așezare eneolitică care aparține culturii Petrești. În același loc se află și castrul roman de cultură neprecizată.
Localitatea Războieni s-a numit în trecut Feldioara (în maghiară Földvár, în trad. "Cetatea de pământ"), deoarece a existat acolo o mică cetate romană, din care astăzi nu se mai văd decât urme sporadice (de aici denumirea „Războieni-Cetate“). 
Pe dealul (terasa) din dreapta drumului din Războieni spre Unirea s-au găsit urmele unei așezări din epoca bronzului și a fierului, urmate de cele ale unui mic castru roman auxiliar (legiune de cavalerie), cunoscut de istorici sub denumirea de Castrul roman de la Războieni-Cetate. Din epoca romană provin multe monede, resturi de ceramică etc, ceea ce a făcut ca locuitorii din zonă să denumească dealul respectiv „Cetate”. Pe acest deal s-a aflat castrul unei unități de cavalerie, numită „Ala I Batavorum Milliaria”. De asemenea, au staționat, după cum indica materialul tegular, vexilații din Legiunea a XIII-a Gemina și Legiunea a V-a Macedonica. Cercetări arheologice sistematice s-au desfășurat între 1995-2000. Castrul este înscris pe lista monumentelor istorice din județul Alba, elaborată de Ministerul Culturii și Patrimoniului Național din România în anul 2015 (cod AB-I-s-B-00062).
Prin localitatea Războieni trecea un drum construit de romani (după 106 d.C.), care lega cele două mari orașe romane Apulum (Alba-Iulia) și Potaissa (Turda). Se vede și acum drumul șerpuind peste dealuri (localnicii îl numesc „Drumul lui Traian”).
Atent cercetată și pusă în evidență prin mai multe monografii, istoria satului Răazboieni-Cetate este o dovada a modului în care o localitate se conectează și se integrează în evoluția firească a istoriei naționale. Un bogat material arheologic păstrat in colecția Școlii cu clasele I-VIII din localitate sta mărturie pentru începuturile istoriei locale. Uneltele de piatră, fragmentele ceramice pictate (cultura Petrești), statuetele, vetrele de locuințe preistorice, demonstrează închegarea primelor forme de comunitate umană în arealul actual al satului, pe una din terasele de pe malul drept al Mureșului, încă din cele mai vechi timpuri.
Localitatea va cunoaște o perioadă de maximă dezvoltare și afirmare în timpul stăpânirii romane în Dacia. În primele secole d.C. se conturează ca o înfloritoare așezare romană cu caracter urban. În locul unde se află azi satul era situat un important castru roman, al doilea ca mărime pe actualul teritoriu al județului Alba, după cel de la Apulum. În acest castru au staționat detașamente ale Legiunii a XIII-a Gemina și ale Legiunii a V-a Macedonica, precum si o unitate militara de cavalerie, "Ala I Batavorum Milliaria" . Materialul tegular (tigle, caramizi), cu numele unităților, probează afirmațiile de mai sus. Prin localitate mai trecea și cel mai important drum din Dacia Romană, păstrat și astăzi în toponimia locului ca "drumul lui Traian". În jurul castrului s-a dezvoltat așezarea civilă. Urmele acesteia ies la iveală peste tot în vatra satului, motiv pentru care așezarea a fost cercetată încă din anul 1847, de arheologul Niegebauer. Vestigiile romane descoperite sunt păstrate în parte in colecția școlii, altele în muzeele din Aiud, Alba Iulia, Cluj-Napoca și Turda.
Asezarea de la Razboieni-Cetate, probabil antica Salinae, a fost un puternic focar de romanizare a comunitatilor autohtone de daci din imprejurimi.
Documentele din arhive stau marturie pentru participarea locuitorilor la toate momentele importante ale istoriei nationale. Amintim dintre acestea rascoala lui Horea din 1784-1785, revolutia de la 1848 din Transilvania, miscarea memorandista din 1892 și Marea Unire din 1918.
Insăși actuala denumire de "Războieni" se leaga de cele întâmplate in 1918. In data de 6 decembrie 1918, "Regimentul 15 Războieni" al Armatei Române sub comande maiorului Vasile Nădejde a trecut Mureșul. ”Toata populatia satului, imbracata in costume nationale a primit armata cu urale si strigate de bucurie, cu cântece si imbrățișări”. Aceasta era atmosfera descrisa de un martor ocular. Ocupând gara, care pe atunci se numea “Kocsard” ("Cucerdea") maiorul Vasile Nădejde s-a adresat multimii spunând: ”Această gară si acest nod de cale ferată, fiind ocupate de unități ale "Regimentului 15 Razboieni", se va numi de acum Războieni”. Atunci, un membru local al garzii nationale, anume Ioachim Muresan, a inlocuit tabla cu vechea denumire, cu o alta, pe care era scris numele care dăinuie până astăzi. Acestuia i se va adăuga mai târziu si prima denumire, aceea de Cetate: de aceea azi localitatea se numește Războieni-Cetate.
Pe Harta Iosefină a Transilvaniei din 1769-1773 (Sectio 140) localitatea apare sub numele de „Szek-Földvár”.
Până în anul 1876 localitatea a aparținut Scaunului Secuiesc al Arieșului. După această dată a făcut parte din Comitatul Turda-Arieș.

## Lăcașuri de cult
- Biserica Reformată-Calvină
- Biserica Romano-Catolică
- Biserica Ortodoxă
- Biserica Baptistă
- Biserica Penticostală, clădirea nr.409

## Obiectiv memorial
Monumentul Eroilor Români din Al Doilea Război Mondial. Monumentul este amplasat în curtea Școlii Generale, fiind ridicat în memoria eroilor români din Al Doilea Război Mondial. Monumentul, înconjurat cu patru stâlpi de beton uniți cu lanțuri, este de tip obelisc, zvelt, ridicat pe un postament de beton, alcătuit din 3 trepte suprapuse. Pe fațada obeliscului se află un înscris comemorativ.

## Transporturi
Nodul de cale ferată Războieni se găsește în perimetrul localității învecinate Lunca Mureșului. Gara s-a numit până în anul 1918 "Gara Székelykocsárd" ("Gara Cucerdea Secuiască"), după numele maghiar al satului Lunca Mureșului (Székelykocsárd).
De aici se poate circula în două sensuri: Târgu Mureș-Deda sau Cluj-Oradea. Este o gară cu 21 de linii, 11 electrificate cu linie industriala la GHCL UPSOM Ocna Mureș. Stațiile vecine ale Gării Războieni sunt: Gligorești (via Tg. Mureș), Călărași-Turda (via Cluj-Napoca) și Unirea (via Teiuș-Brașov).

## Galerie de imagini

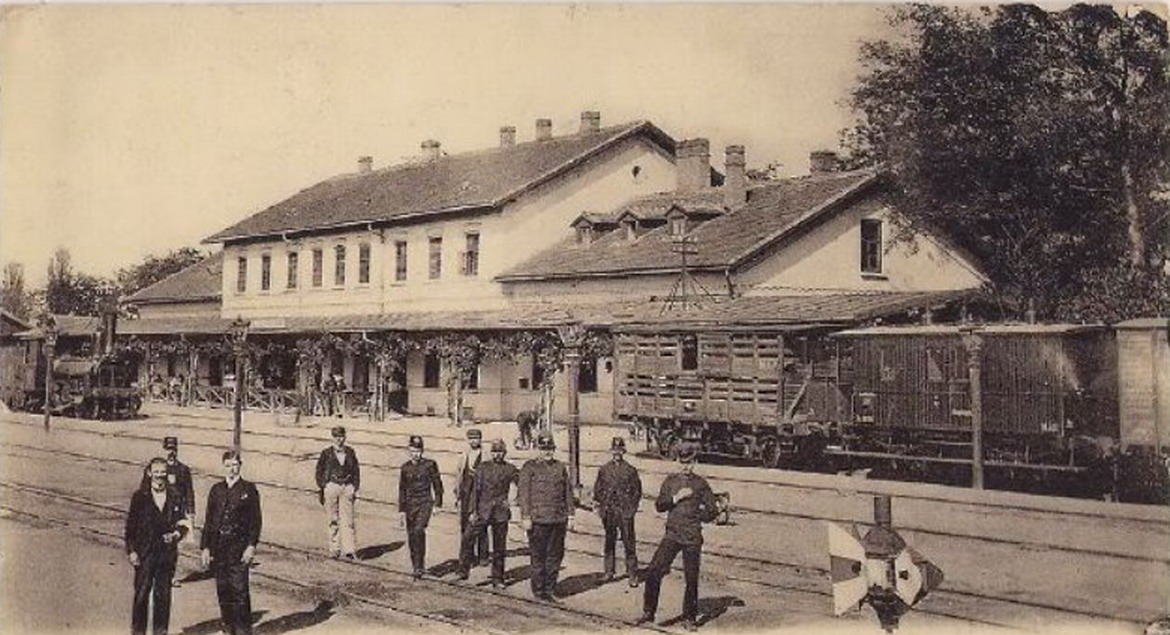
Fosta Gară Cucerdea Secuiască (azi Gara Războieni) în anul 1910
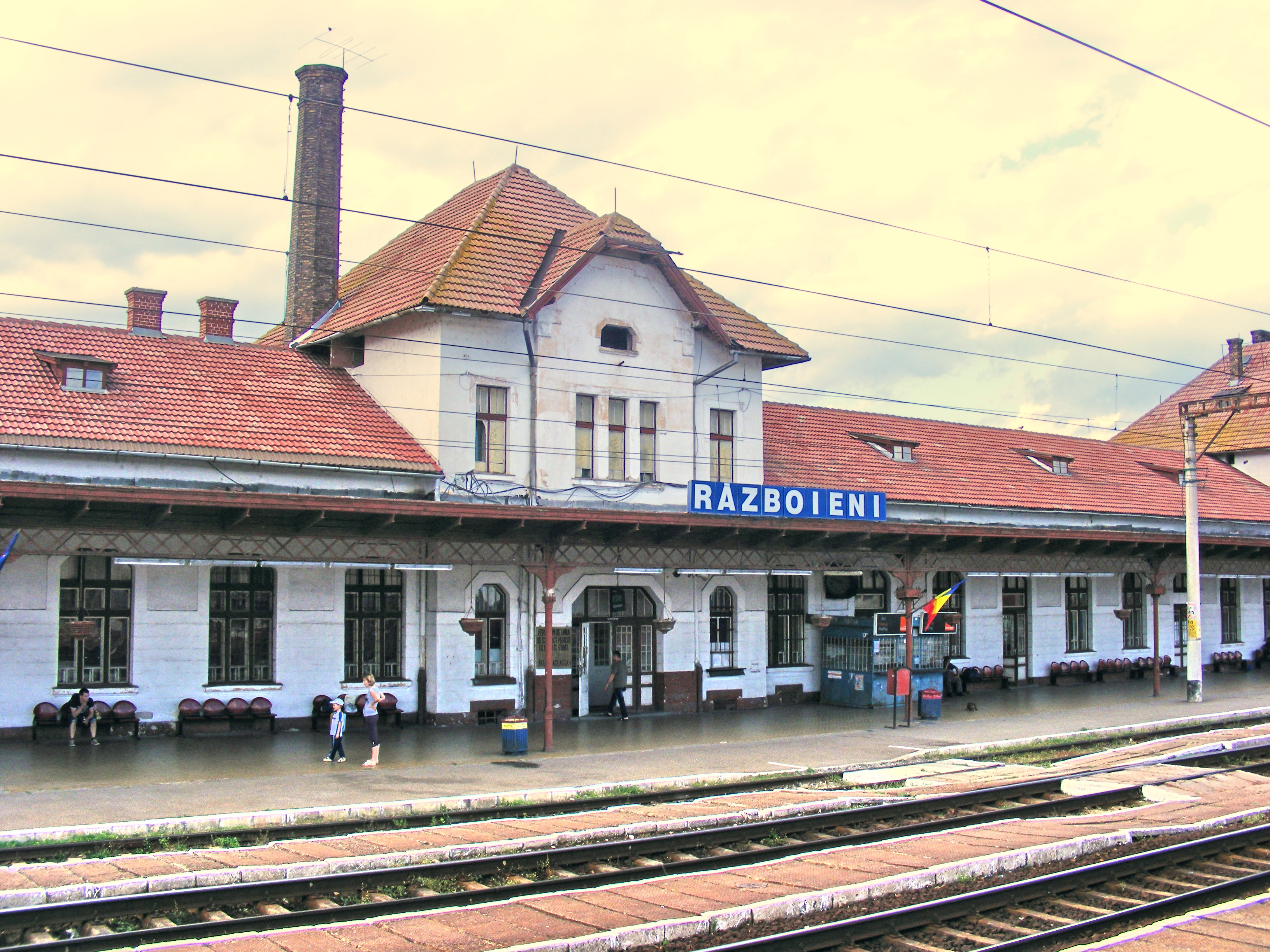
Gara Războieni (imagine actuală)
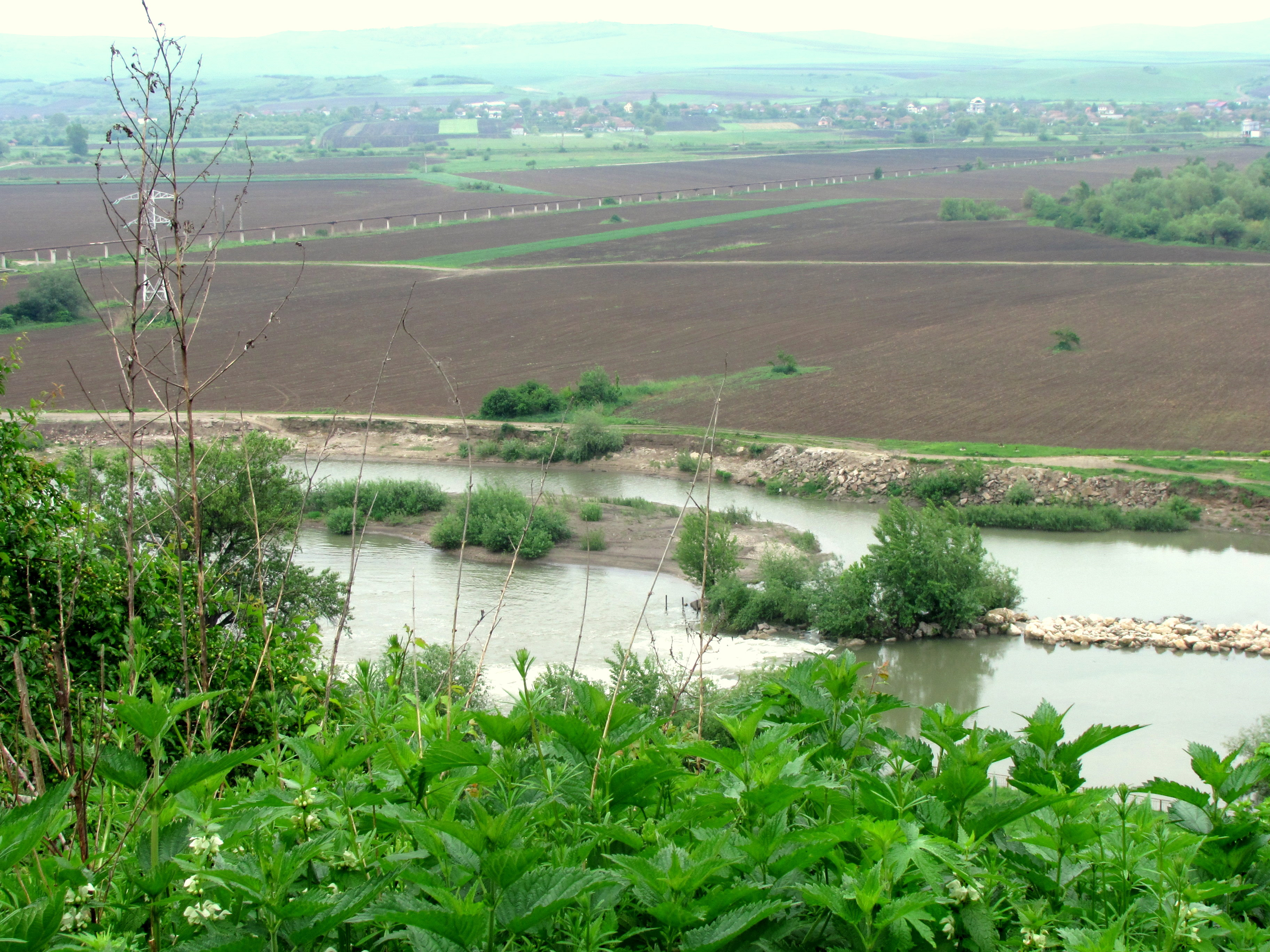
Vedere spre Războieni de la Uioara de Sus
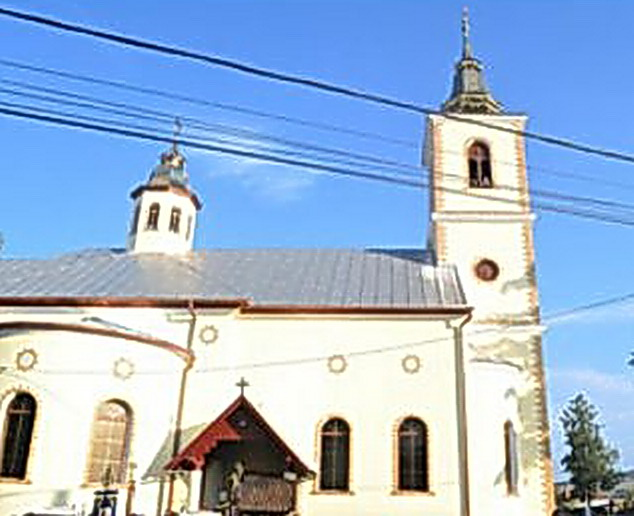
Biserică
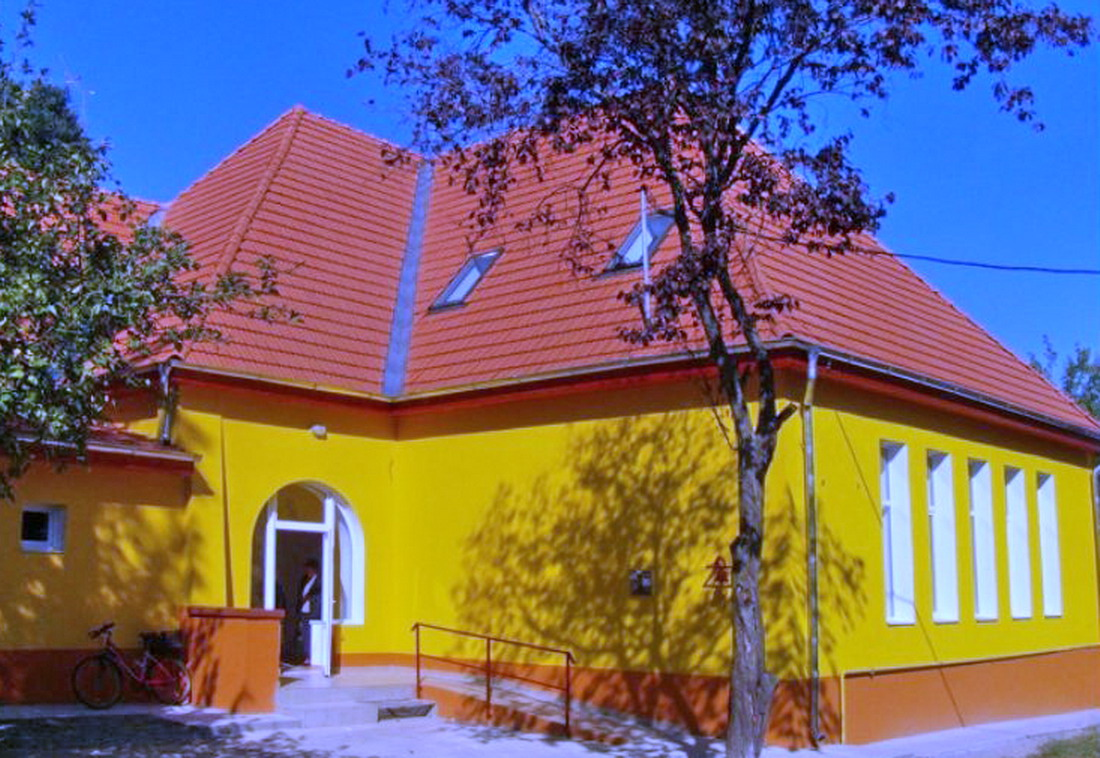
Şcoala
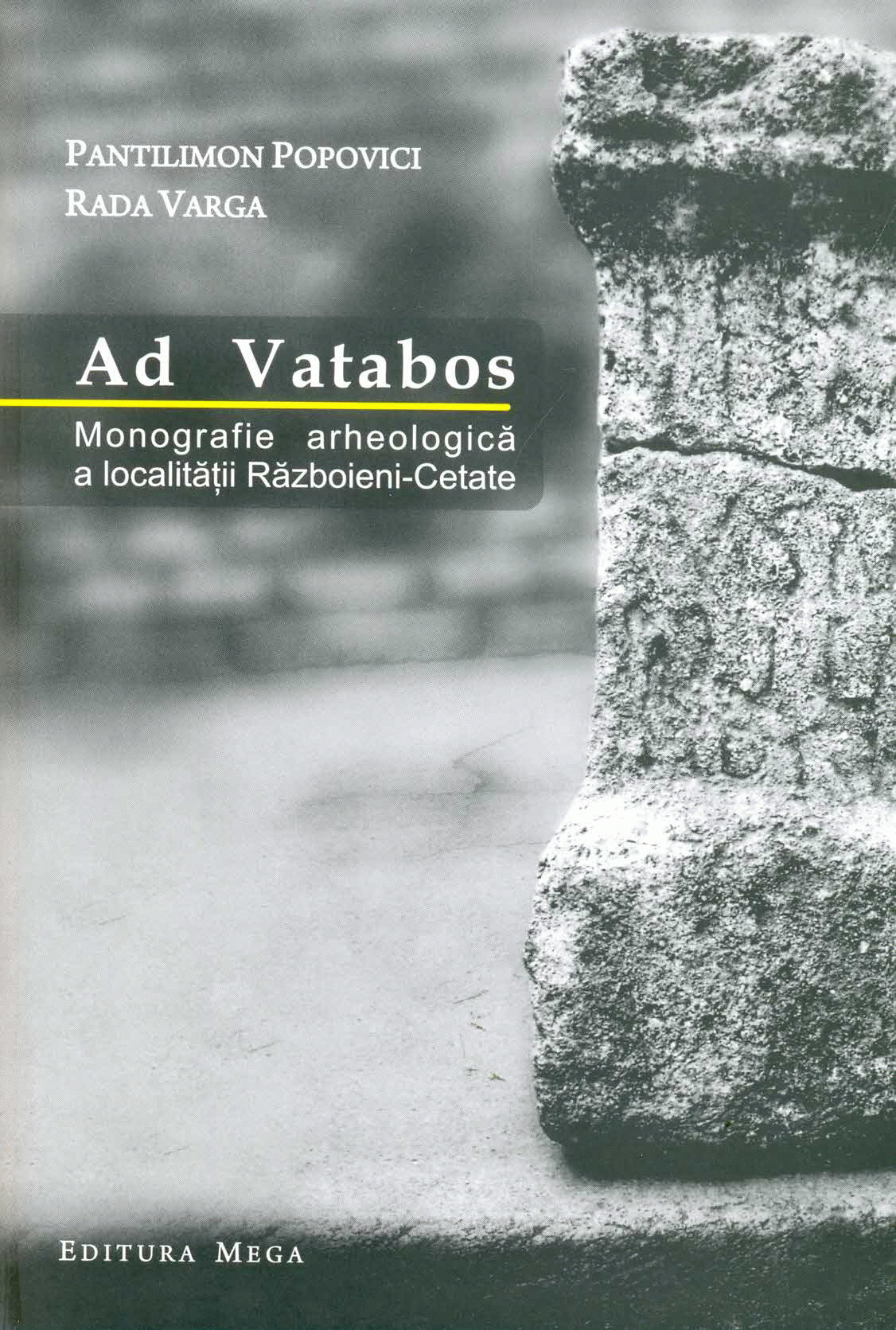
Coperta cărţii "Ad Vatabos" (monografia arheologică a localităţii)